# Tom Davison (Reiter)
Thomas „Tom“ Davison (* 3. Januar 1988) ist ein britischer Springreiter und ehemaliger Bassist der Band Dakota.

## Privates
Davison entstammt einer Reiterfamilie, sein Vater ist der berühmte Dressurreiter Richard Davison, seine Mutter Gillian ritt früher Vielseitigkeit, heute reitet auch sie Dressur. Sein jüngerer Bruder Joseph ist Springreiter.
Davison studierte Business Management an der University of Manchester.

## Pferde
- Egano Star, Schimmel, Besitzer: Richard Davison
- Kindalton Holly, Fuchs